# Polittico di Recanati

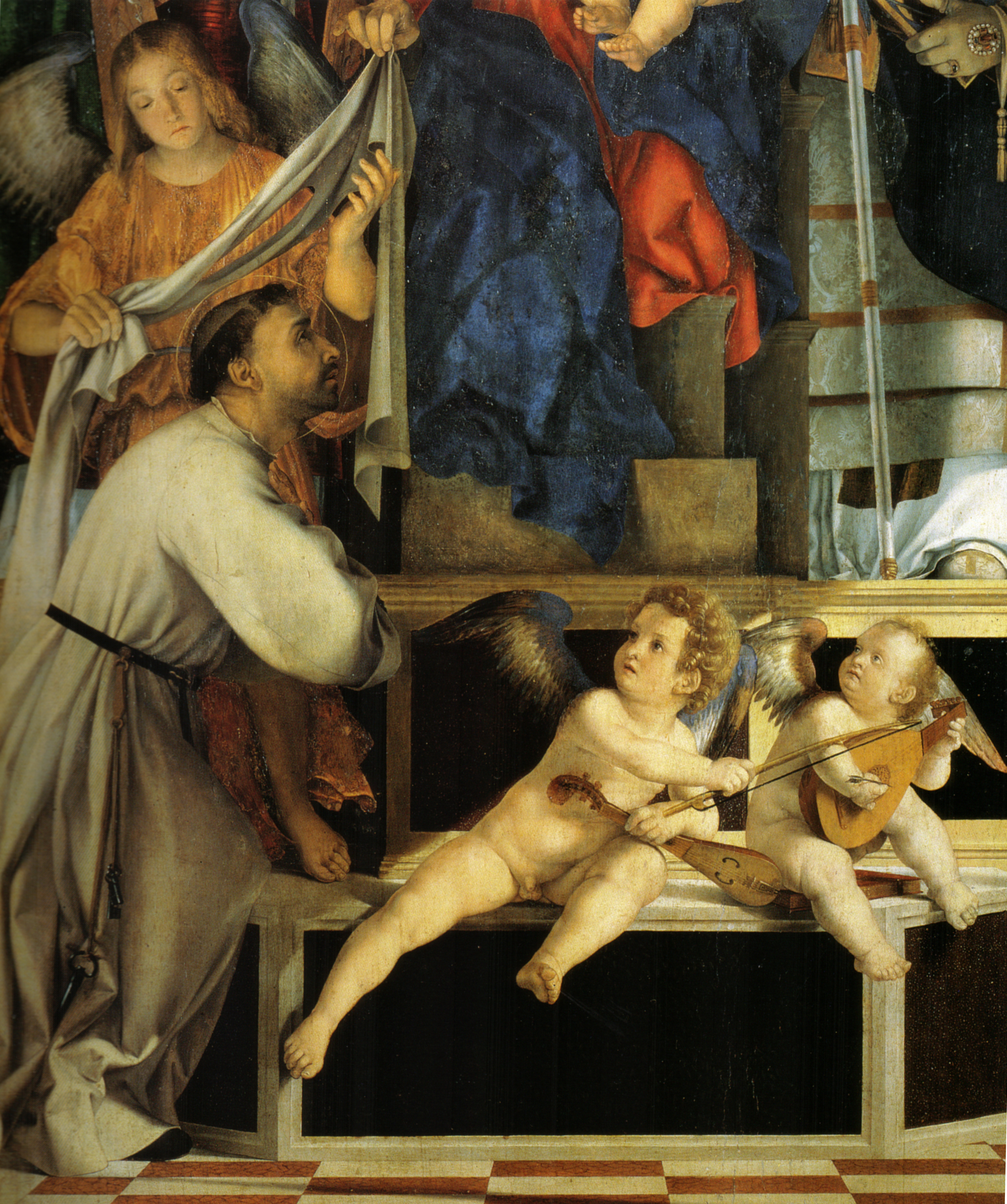
Dettaglio

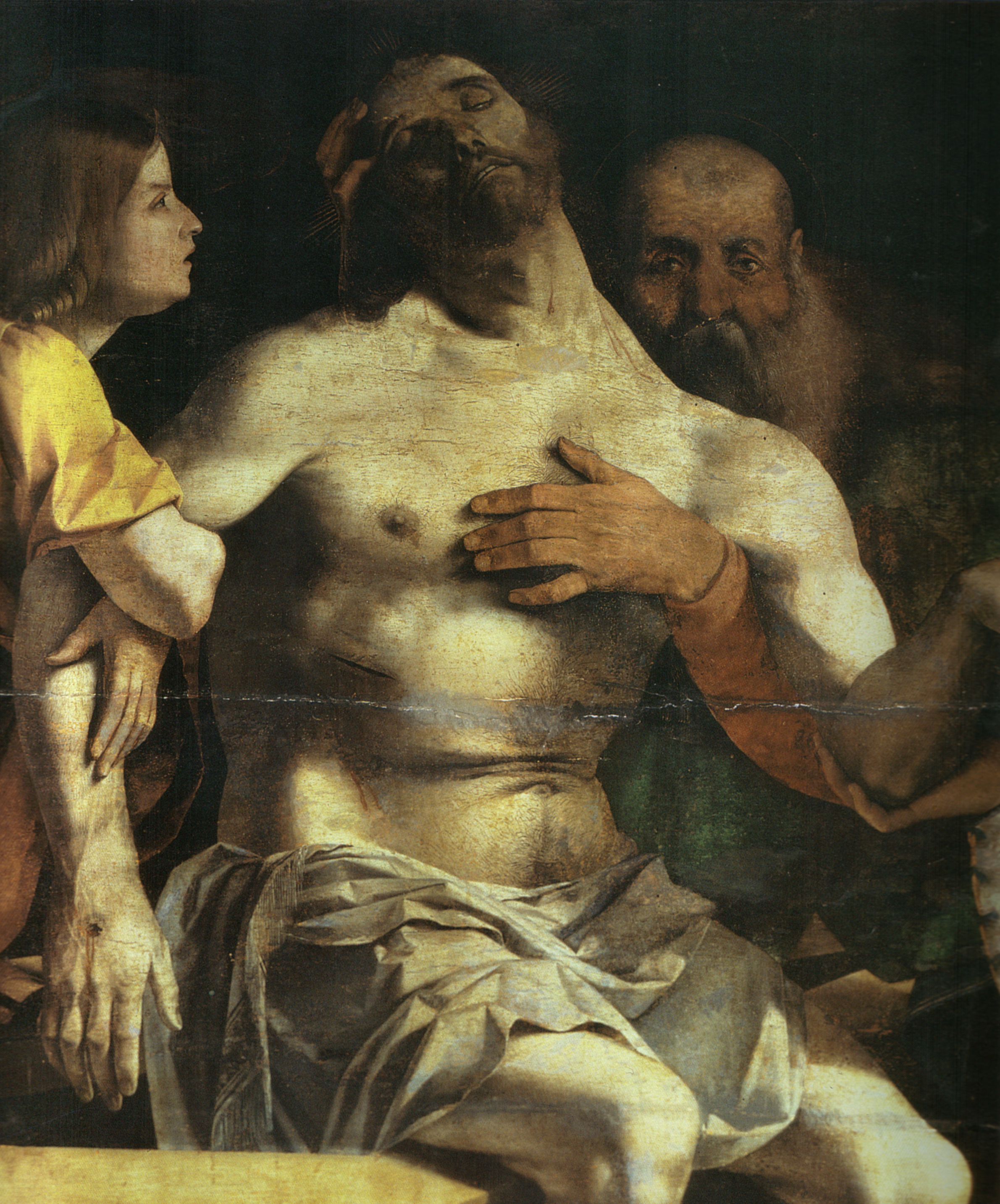
Dettaglio

Il Polittico di Recanati è un dipinto a olio su tavola (307x242 cm) di Lorenzo Lotto, databile al 1506-1508 e conservato nel Museo civico Villa Colloredo Mels a Recanati. L'opera è firmata e datata "Laurent[ius] Lotus MDVIII". 

## Storia
Il 20 giugno 1506 Lorenzo Lotto era a Recanati per firmare il contratto per un grande polittico per la chiesa di San Domenico. I lavori iniziarono a ottobre e si conclusero nel 1508, quando venne apposta la firma sulla tavola.
Nel 1861 lo videro nella chiesa Cavalcaselle e Morelli, registrando come fosse già smembrato e privo della cornice originale e della predella. In seguito venne ricomposto in una cornice in stile e collocato nel palazzo comunale.

## Descrizione e stile
Il polittico è composto da un'ancona centinata principale, attorno alla quale si dispongono altri due pannelli minori della stessa forma e, in alto, due riquadri laterali con Santi e una cimasa rettangolare con la Pietà. Lo schema quattrocentesco del polittico venne probabilmente scelto dagli stessi committenti, ma l'artista lo sviluppò in una composizione unitaria, almeno per i pannelli inferiori, come se la scena si svolgesse sotto un loggiato, con volta a botte cassettonata al centro e due volte minori ai lati e con l'apertura verso il paesaggio alle estremità. Sicuramente la cornice originaria doveva enfatizzare la scansione degli spazi, simulando probabilmente gli elementi architettonici di una loggia che si raccordavano a quelli dipinti. Le nicchie dello sfondo, con le calotte decorate da mosaici alla bizantina, si rifanno ad alcune pale di Giovanni Bellini, così come alla cultura prospettica quattrocentesca rimanda il pavimento a scacchi.
I pannelli sono così divisi:
- Madonna col Bambino, angeli e santi Domenico, Gregorio e Urbano, al centro, 227x108 cm
- Santi Tommaso d'Aquino e Flaviano, a sinistra, 155x67 cm
- Santi Pietro martire e Vito, a destra, 155x67 cm
- Santi Lucia e Vincenzo Ferrer, in alto a sinistra, 67x67 cm
- Santi Caterina da Siena e Sigismondo, in alto a destra, 67x67 cm
- Pietà, in alto al centro (cimasa), 80x108 cm

Spicca la presenza di santi domenicani, legati all'ordine che gestiva la chiesa, e dei patroni di Recanati, Flaviano e Vito. 
Nella tavola centrale Maria, col Bambino benedicente in grembo, è nell'atto di consegnare, per intercessione di un angelo, lo scapolare bianco dei domenicani a san Domenico: il santo è infatti raffigurato in ginocchio ai piedi del trono. Moderno è il voluto squilibrio verso sinistra (come nella Pala di Santa Cristina), così come la luce fredda e differenziata, tra zone più o meno esposte ai raggi solari, che non esita a lasciare in ombra personaggi come i due papi ai lati del trono di Maria. Un altro elemento innovativo, tipico dell'ironia di Lotto, sono i due angioletti musicanti alla base del trono, che si ritraggono spaventati dall'apparizione del santo. 
Nella Pietà campeggia il corpo morto di Cristo tra figure che emergono dallo sfondo scuro: un angelo, Nicodemo, la Maddalena e forse la Madonna, che si copre il viso piangente. Forte è l'effetto di drammaticità, acuito dalla luce fredda, la composizione serrata e la ricchezza di gesti e atteggiamenti, resi più espressivi da un leggero sovradimensionamento delle mani.

## Galleria d'immagini

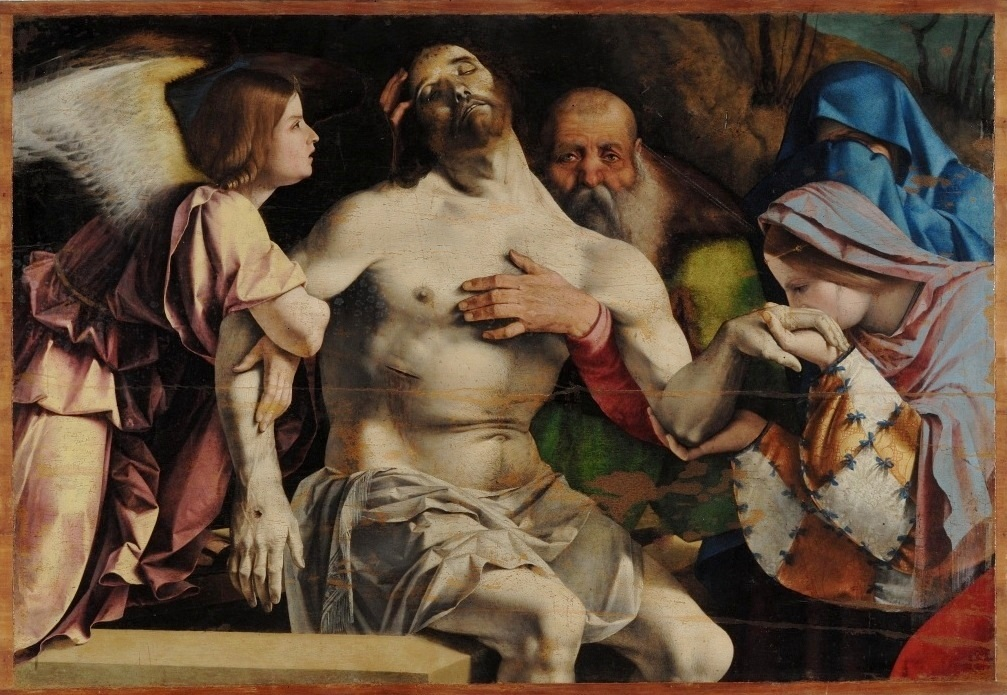
Cimasa
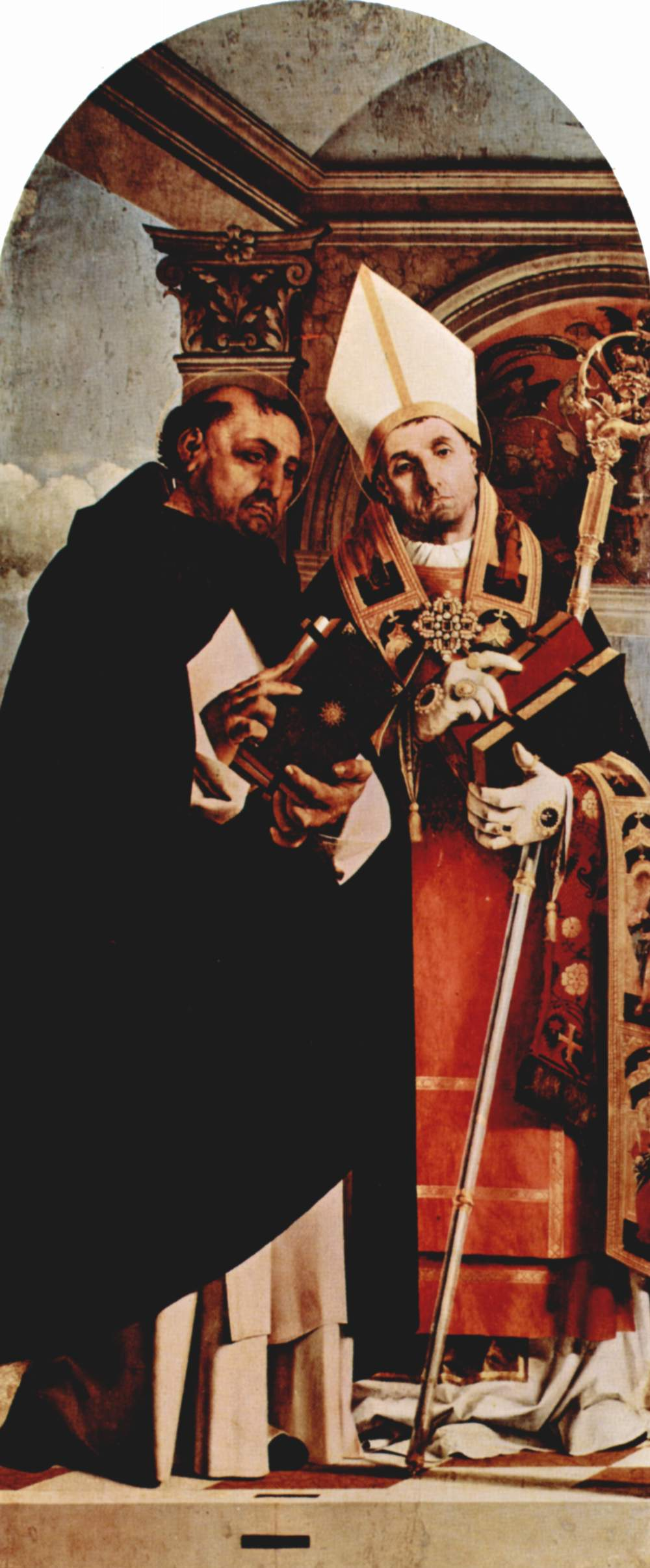
Pannello sinistro
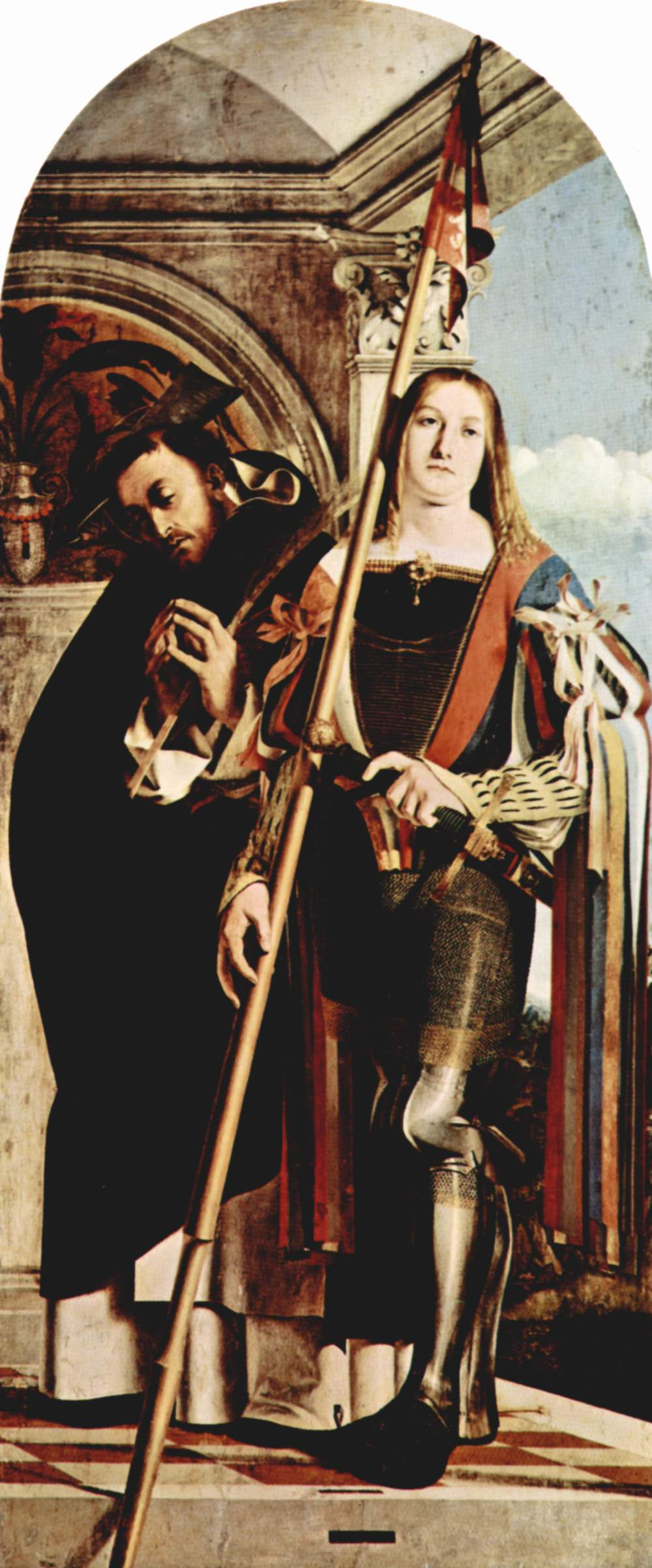
Pannello destro
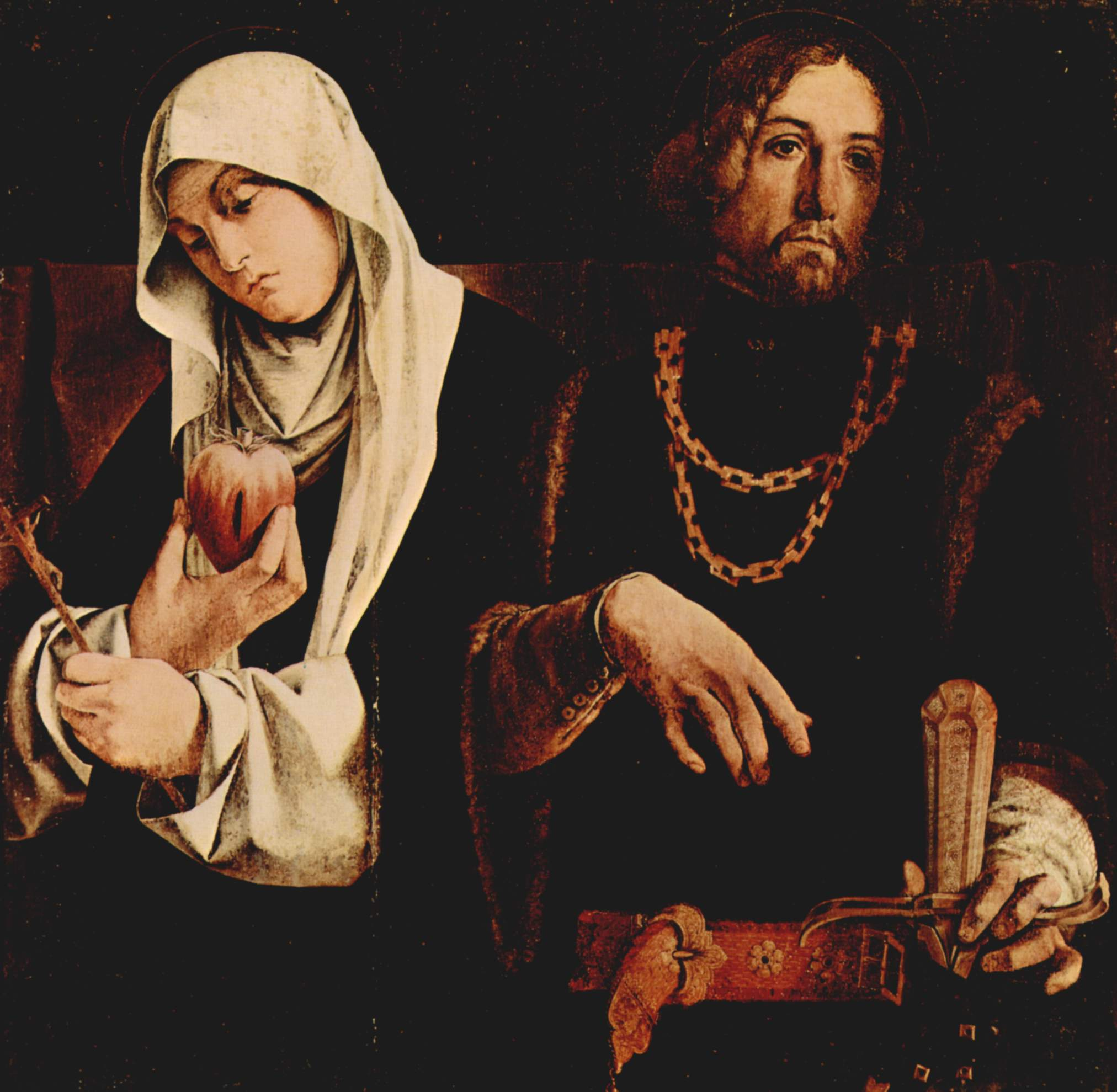
Pannello superiore destro